# Misenos
Misenos (altgriechisch Μισηνός Misēnós, lateinisch Misenus) ist eine Gestalt der griechischen Mythologie.
Er war erst der Trompeter des Hektor, nach dessen Tod wurde er der Gefährte des Aeneas.
Zusammen mit Aeneas kam Misenos nach Italien, wo er den Zorn des Triton auf sich zog, indem er auf dessen Instrument, einer Schneckentrompete, spielte. Der zornige Meeresgott ertränkte ihn kurzerhand, woraufhin Aeneas den Leichnam auf einem Vorgebirge bestatten ließ, das nach ihm Misenum genannt wurde.
Eine bei Strabon zitierte Tradition nennt Misenos als Gefährten des Odysseus, der bei einem Unfall an der Küste Kampaniens umkam.